# Probulo
Il probulo (in greco antico: πρόβουλος?, próbulos, letteralmente "che delibera prima degli altri") nell'antica Grecia era un magistrato nominato per consultare o prendere misure a favore del popolo.

## Esempi di probuli nella storia
Vengono indicati con il nome di probuli: 
- un corpo di uomini eletti ad Atene per comporre un comitato di sicurezza pubblica, alla fine della guerra in Sicilia.[1] La loro carica non durò tanto più di un anno e probabilmente lo scopo principale dell'elezione fu quello di aiutare al capovolgimento del governo e tendere, secondo Lisia, all'oligarchia;
- i delegati mandati dalle dodici città ioniche per partecipare al consiglio Panionio;[2]
- i delegati inviati dai diversi stati greci in occasione del congresso all'istmo di Corinto, convocato per la seconda guerra persiana;[3]
- gli inviati che gli Ateniesi accettarono di mandare ogni anno a Platea.[4]

La parola è anche utilizzata per indicare quell'organo dell'oligarchia che svolgeva le funzioni che la Boulé ricopriva in democrazia, in quanto era una sorta di commissione per prendere provvedimenti. Quando coesistette contemporaneamente con la Boulé ebbe il ruolo di controllare che non avvenissero ulteriori derive democratiche (così successe per il governo di Corinto dopo la caduta dei Cipselidi).
Lo storico George Grote ha ipotizzato nel suo Storia della Grecia che i probuli e i ξυγγραφῆς αὐτοκράτορες (traslitterato in xyngrafès autokrátores) fossero le stesse persone con due nomi diversi, ma molto probabilmente questo è un errore.